# Вича (Марамуреш)
Вича (рум. Vicea) насеље је у Румунији у округу Марамуреш у општини Улмени. Oпштина се налази на надморској висини од 210 m.

## Становништво
Према подацима из 2002. године у насељу је живело 377 становника, од којих су сви румунске националности.